# Географія Республіки Корея

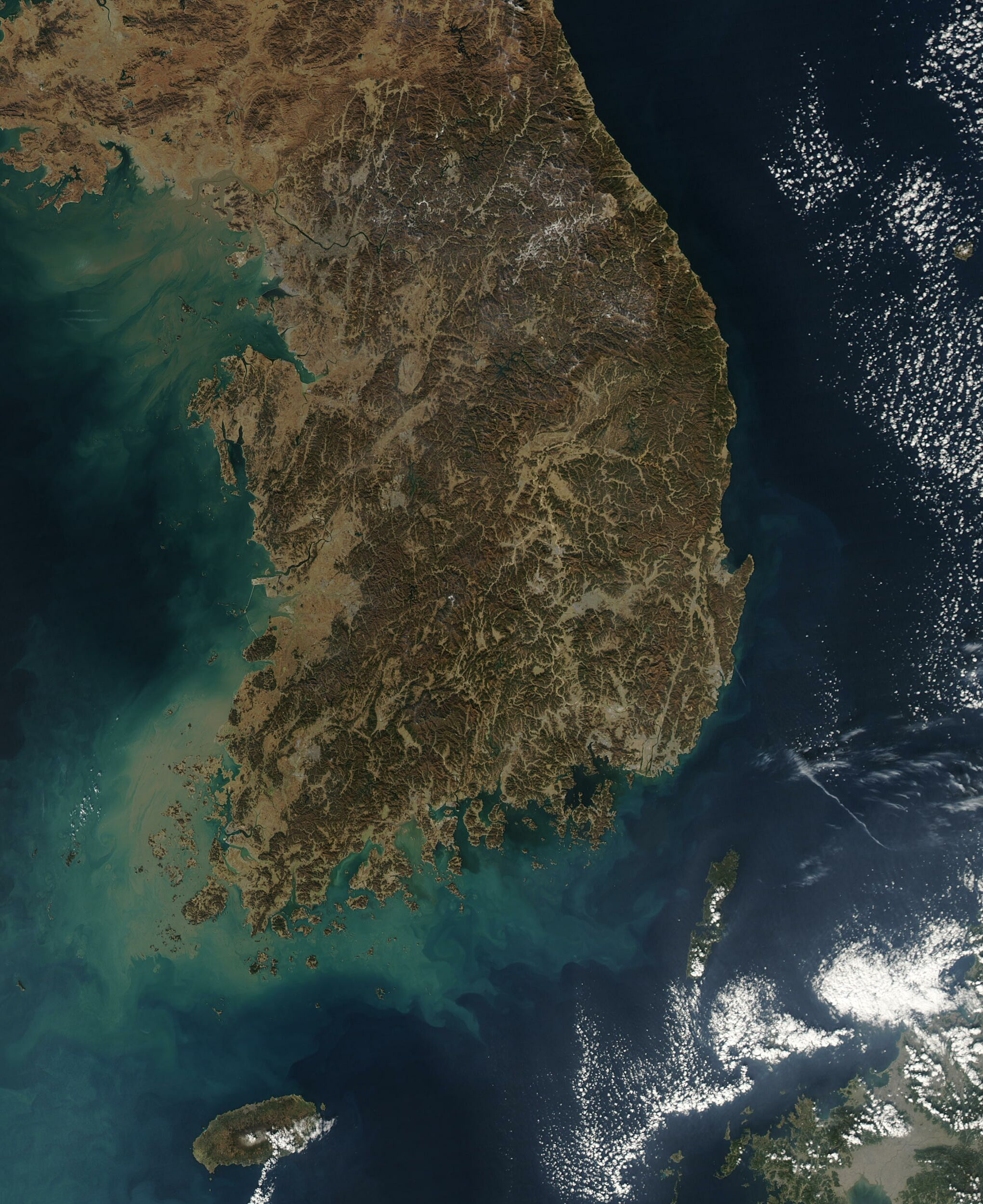
Світлина з космосу Республіки Корея.

Географія Кореї сформувалась під дією багатьох природних компонентів впродовж великого часу. На сучасний момент Республіка Корея є морською, переважно гірською країною, що розташована у сейсмічній зоні, має помірний мусонний та субтропічний клімат,  повноводні річки та різноманітні ліси.

## Географічне положення
Південна Корея займає південну частину Корейського півострова. Загальна площа країни становить 100 410 км2. Омивається Жовтим морем на заході та Японським морем на сході. По Корейській протоці проходить межа між Корейським півостровом та Японськими островами. Географічно країна з островами, лежить між широтами 33° і 39° північної широти та 124° і 130° східної довготи .
Берегова лінія країни узбережжя Жовтого моря сильно розчленована. Біля західного та південного узбережжя Південної Кореї розташовано близько 3000 островів, переважно невеликих і безлюдних.  Острів Чеджу ― найбільший острів країни, площа якого становить 1845 км2, розташовано за 100 кілометрів від узбережжя на півдні країни 

## Рельєф

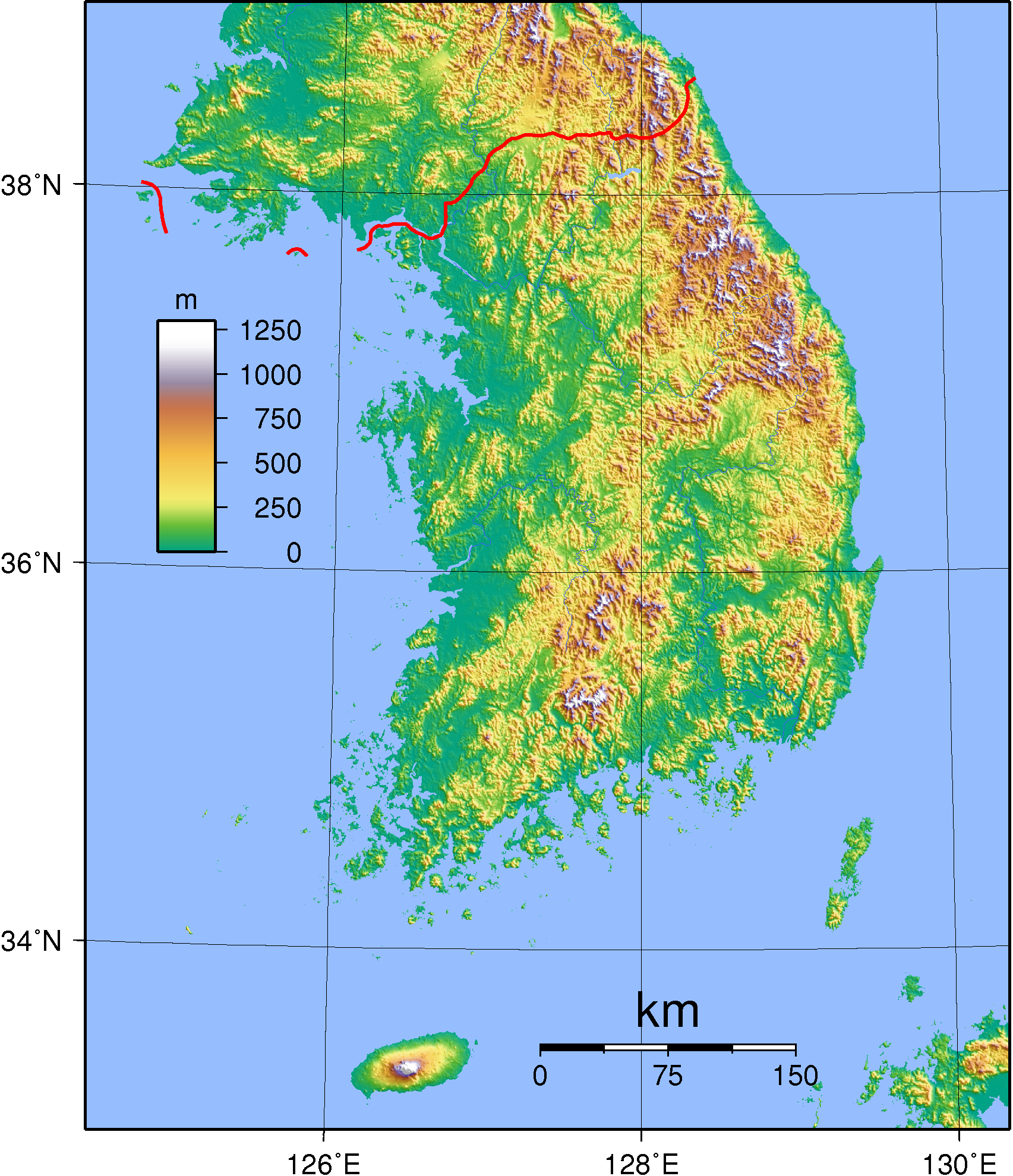
Топографія Республіки Корея

Рельєф у Південної Кореї має більше гір та плоскогір'я, а 30 %  території є рівнинною.  По території на східний та південно-західний частині країни розташовані високі гірські хребти і гірські долини; західний та південно-східний регіони  мають домінування широких рівнин. Найбільша рівнина є  річковою долиною річки Накдонг.  На сході країни розташовано південна частина гірського масиву Корейського півострова Пекдудаеган. На найбільшому острові країни  Чеджу  розташована найвища вершина Південної Кореї  ― вулкан Халласан, що має висоту 1950 метрів над рівнем моря. Цей вулкан вважається активним, хоча він не вивергався багато століть.  Пектудеган на території країни має два великих гірських хребти Тхебек (найвища точка 1708 м)  та відгалуження від нього гірський хребет Собек (найвища точка 1915 м). Від гірського хребта Собек на південь простягається гірський масив Чирісан, на  якому розташована  гора Чирісан, висотою 1915 м,  — найвища гора в материковій частині Південної Кореї.  

## Сейсмічність

Світлина з космосу Республіки Корея. Березень 2004 р.

Корейський півострів, на якому розташована Південна Корея, лежить у зоні Тихоокеанського вогняного кільця, що є зоною активної сейсмічності. На території країни спостерігаються землетруси. Найбільше число землетрусів відбувається в південній частині та  узбережжя Жовтого моря. 15 листопада 2017 року на південному сході Південної Кореї стався землетрус магнітудою 5,4 балів (за шкалою Ріхтера), який відчувався на всій території країни, було пошкоджено майже 1100 будинків,  дороги, громадські та військові об’єкти, 1536 людей були змушені покинути свої будинки, 57 осіб було травмовано.

## Гідрографія
Річки Кореї, які впадають в Японське море, короткі та гірські. Для річок, які впадають у Жовте море характерна спокійна течія. Найважливіші річки Південної Кореї, річка Хан, Річка Геум і річка Нактонган, беруть свій початок у горах Тебек та течуть на захід у Жовте море. Річка Накдонган — найдовша річка Південної Кореї, а найбільший річковий басейн на території країни має річка Хан. Мусонний клімат країни впливає на режим річок. Паводки та повені бувають в літній період.

## Клімат
Клімат Кореї помірний, мусонний, на півдні — субтропічний. Взимку погода холодна і суха, влітку — спекотна і дощова.  Вплив  мусону приходиться на кінець червня  ―  кінець липня. Південне узбережжя піддається пізнім літнім тайфунам, які приносять сильні вітри, проливні дощі та іноді повені. Середня річна кількість опадів коливається від 1370 міліметрів у Сеулі до 1470 міліметрів у Пусані.

## Флора та фауна

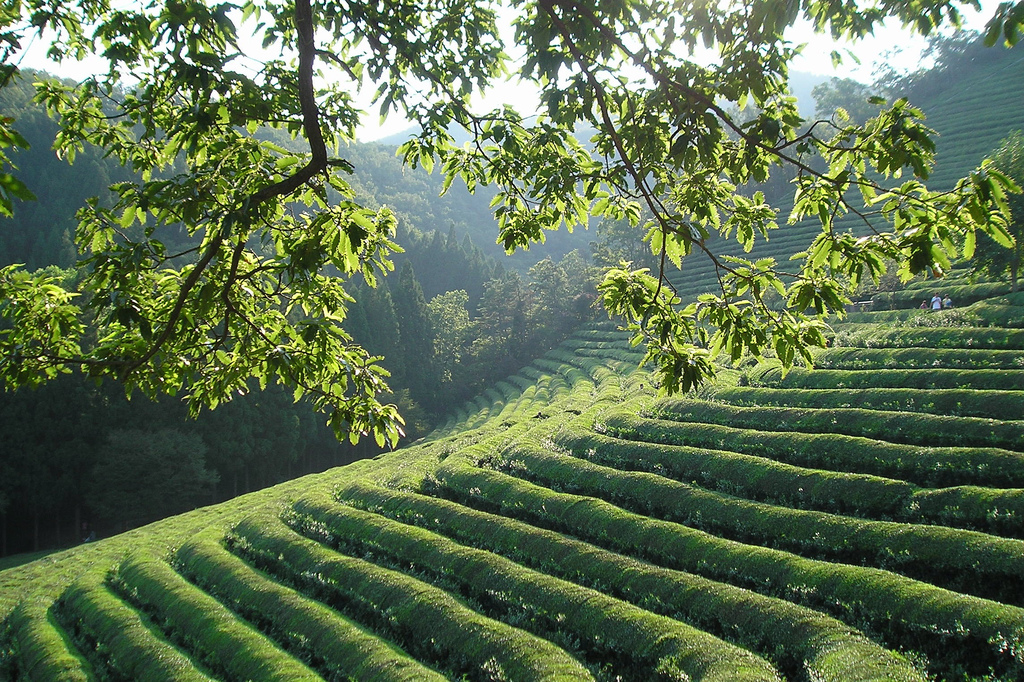
Чайні плантації.

Південна Корея розташована зоні широколистяних та змішаних лісів, вічнозелених лісів субтропіків. Ліси займають площу  63,9%.
На сільськогосподарські землі в країні приходиться 18,1% (2018 р.) землі.
У Південній Кореї є 23 національних парків, з яких 5 є Глобальними геопарками ЮНЕСКО: Найпопулярнішими з них є Національний парк Чирісан,  Глобальний геопарк Чеонгсон, Геопарк річки Нактонган, Геопарк на острові Чеджу; Західне узбережжя Чонбук; Геопарк Муденсан (2023).

## Природні ресурси
Південна Корея видобуває вугілля, вольфрам, графіт, молібден, свинець і має потенціал для гідроенергетики.

## Навколишнє середовище
Серед проблем використання довкілля країни є забруднення повітря у великих містах; кислотні дощі; забруднення річкової води від скидання стічних і промислових стоків.  